# Cerco de Ceuta (1418)
O Cerco de Ceuta de 1418 foi um conflito militar travado no norte de África entre Portugal, o Reino de Fez e o Emirado de Granada. Foi o primeiro cerco à cidade desde a sua conquista pelos portugueses.

## História
Em 1415, os portugueses conquistaram a cidade marroquina de Ceuta, lançando assim o Império Português. Dissenção internas entre os muçulmanos impediram-nos de levar a cabo mais do que escaramuças sem importância contra a cidade nos três anos seguintes mas, no Verão de 1418, o sultão de Fez Abuçaíde Otomão III chegou a acordo com o emir de Granada, Maomé VIII para um ataque contra os portugueses naquele ano.
O capitão de Ceuta, D. Pedro de Meneses, foi avisado de que se preparava um ataque a Ceuta por um português em Tarifa. A 13 de Agosto de 1418, os atalaias da cidade anunciaram a chegada dos primeiros destacamentos mouros e as defesas foram preparadas. No dia seguinte, peões e besteiros portugueses saíram a empatar os sitiantes com escaramuças. No terceiro dia do ataque, os muçulmanos lançaram-se ao ataque, matando alguns portugueses. Chegaram então várias fustas para apoiar as operações em terra, tendo os muçulmanos chegado a ocupar a Torre de Bulones e cativar os seus defensores. Tentaram depois capturar a Torre de Fez mas viram-se rechaçados pela resistência encarniçada dos seus defensores. Após duros combates, Gonçalo Velho Cabral, que defendia a Torre de Barbaçote retirou-se com as suas tropas e deixou a torre para os muçulmanos, porém regressou com reforços, com que a reocupou. Os combates continuaram no quarto dia do cerco, com uso eficaz das bestas pelos portugueses, que provocaram muitas baixas no inimigo. Até as mulheres portuguesas tomaram parte nos combates em defesa da praça.
Ao quinto dia chegaram mais fustas de Granada mas os muçulmanos só tinham trazido víveres para dois dias e ao quinto dia abandonaram o cerco. Rechaçados os atacantes, D. Pedro mandou reparar as muralhas da cidade.